# Scotognapha teideensis
Scotognapha teideensis är en spindelart som först beskrevs av Jörg Wunderlich 1992.  Scotognapha teideensis ingår i släktet Scotognapha och familjen plattbuksspindlar.
Artens utbredningsområde är Kanarieöarna. Inga underarter finns listade i Catalogue of Life.